# 船帆座海崖
71°10′S 66°56′W / 71.167°S 66.933°W
船帆座海崖（英語：Vela Bluff），是南極洲的海崖，位於帕爾默地，距離海崖約20公里，由英國南極名稱諮詢委員會以船帆座命名，現時由南極條約體系管理。